# Sonnante
La Sonnante ou Sonate est une rivière française qui coule dans le département de l'Allier, en région Auvergne-Rhône-Alpes. C'est un affluent de rive droite de l'Allier, donc un sous-affluent de la Loire.

## Géographie
De 19 km de longueur, la Sonate prend source sur la commune de Mercy, à 274 m d'altitude, près du lieu-dit Ramage. Elle s'appelle aussi dans cette partie haute le ruisseau de la Frimbaude et traverse l'étang Gabuille.
Elle traverse la Route nationale 7 et la voie ferrée Moulins-Vichy.
Elle conflue en rive droite de l'Allier dans laquelle elle se jette sur la commune de Toulon-sur-Allier, à 213 m d'altitude. 

### Communes et cantons traversés
Dans le seul département de l'Allier, la Sonate traverse les trois communes suivantes, de l'amont vers l'aval, de Mercy, (source), Neuilly-le-Réal, Toulon-sur-Allier (confluence).
Soit en termes de cantons, la Sonate prend source et conflue dans le même canton de Moulins-2, dans l'arrondissement de Moulins.

### Bassin versant
La Sonate traverse une seule zone hydrographique L'Allier du Rio de Bessay (NC) au rua du Colombier (C) (K343) de 12 966 km2 de superficie.

## Affluents
La Sonate a quatre affluents référencés :
- la Goutte du Cerf (rg[note 1]), 5,1 km sur les deux communes de Neuilly-le-Réal (confluence) et Gouise (source).
- la Crevée (rg), 8,6 km sur les deux communes de Toulon-sur-Allier (confluence) et Bessay-sur-Allier (source).
- ? (rd), 1,6 km sur la seule commune de Toulon-sur-Allier.
- le Toulon (rd), 8,3 km sur la seule commune de Toulon-sur-Allier avec un affluent :
  - les Sorreaux (rd), 3,2 km sur les deux communes de Montbeugny (source), et Toulon-sur-Allier (confluence).

### Rang de Strahler
Donc le rang de Strahler est de trois.

## Aménagements et écologie
Sur son cours, en rencontre les lieux-dits, de l'amont vers l'aval, la station d'épuration de Neuilly-le-Réal, l'Écluse et le Château, le Moulin Chatard, le Moulin Neuf, Villaigre et son silo, Les Châteaux, et les stations de pompage près du Patureau des Îles.